# Осташковичи
Осташковичи (бел. Аста́шкавічы) — агрогородок в Осташковичском сельсовете Светлогорского района Гомельской области Республики Беларусь. Административный центр Осташковичского сельсовета.

## География
На востоке месторождение нефти открытое в 1965 году.
Рельеф равнинный.

### Расположение
В 22 км на юго-запад от Светлогорска, в 6 км от железнодорожной станции Останковичи на линии Жлобин-Калинковичи, в 132 км от Гомеля.

### Водная система
На востоке, севере и западе мелиоративные каналы связанные с сетью каналов Припятской системы.

## Транспортная система
Транспортная связь по просёлочной, а затем по автомобильной дороге к Светлогорску.
В деревне 246 жилых домов (2004 год). Планировка складывается из выгнутой, с ориентацией с юго-востока на северо-запад, улицы, которую пересекают другие улицы. Застройка преимущественно деревянными домами.

### Улицы
- Зелёная
- Луговая
- Октябрьская
- Светлогорская
- Советская
- Совхозная
- Центральная
- Юбилейная

## История
В 1693 году упоминается как деревня Осташкевичи в Речицком повете ВКЛ. В XIX веке селение Карповичской волости Речицкого уезда Минской губернии. В 1897 году в деревне работали школа грамоты, хлебозапасный магазин, корчма.
В 1919 году открыта школа, а в 1926 году для неё построено отдельное здание.
С 5 октября 1926 года центр Осташковичского сельсовета Озаричского района, с 8 июля 1931 года Мозырского, с 12 февраля 1935 года Домановичского, с 29 июля 1961 года Светлогорского районов Мозырского (до 26 июля 1930 года и с 21 июня 1935 года по 20 февраля 1938 года) округа, с 20 февраля 1938 года Полесской, с 8 января 1954 года Гомельской областей.
В 1929 году организован колхоз «Коммунар». Работали ветряная мельница и шерстечёска. В 1930 году начальная школа преобразована в 7-летнюю, в 1935 году в школе обучалось 372 ученика. В 1930-е годы 9 жителей деревни были репрессированы.
Во время Великой Отечественной войны оккупанты в августе 1941 года сожгли 297 дворов и убили 120 жителей деревни. В годы войны действовала подпольно-патриотическая группа. В боях за освобождение деревни и окрестности погибли 1005 советских солдат (большинство из них воины 18-го стрелкового корпуса 65-й армии), которые были похоронены в братской могиле в центре деревни.
Агрогородок является центром сельскохозяйственного предприятия «Осташковичи». В деревне размещены средняя школа, Дом культуры, библиотека, фельдшерско-акушерский пункт, отделение связи, столовая, магазин, детский сад.
До 1939 года в Осташковичский сельсовет входил, ныне не существующий, посёлок Прудище. Его жители переселились в другие места.

## Население

### Численность
- 2021 год — 425 жителей

### Динамика
- 1858 год — 507 жителей, 62 двора
- 1885 год — 621 житель
- 1897 год — 951 житель (согласно переписи)
- 1908 год — 1256 жителей, 204 двора
- 1925 год — 301 двор
- 1930 год — 1298 жителей
- 1940 год — 1713 жителей, 350 дворов
- 1959 год — 1161 житель (согласно переписи)
- 2004 год — 563 жителя, 246 дворов
- 2009 год — 584 жителя
- 2021 год — 425 жителей

## Культура
- Дом культуры

## Достопримечательность
- Братская могила советских воинов и партизан (1943) —  Историко-культурная ценность Республики Беларусь, шифр 313Д000746